# Змієносець (знак зодіаку)

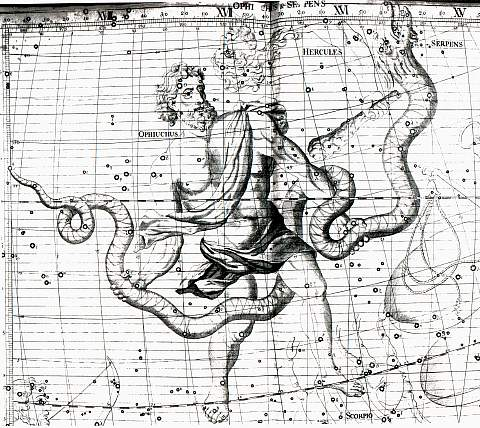
Тринадцятий знак зодіаку

Змієно́сець (лат. Ophiuchus) — дев'ятий знак, який західна та ведична астрологічні традиції традиційно не включають до зодіакальних знаків, хоча Сонце проходить і через 9-те сузір'я Змієносця (яке теж традиційно не включають до зодіакальних сузір'їв). За П. П. Глобою, тринадцятий знак зодіаку, відповідний сектору екліптики від 233° до 247°, рахуючи від точки весняного рівнодення, або, іншими словами, від 23° 00′ 00″ Скорпіона до 6° 59′ 59″ Стрільця. Виявляється не завжди. Умова прояви — наявність планет у секторах обох знаків зодіаку. Під вплив Змієносця потрапляють люди, що народилися в період з 30 листопада до 18 грудня.
Ідея враховування тринадцятого знаку зодіаку виникла в 1970 році, коли Стівен Шмідт запропонував 14-знаковий зодіак, включаючи також Кита як знак. Зодіак з 13 знаками був проголошений Вальтером Бергом та Марком Ядзакі в 1995 році, що принесло певну популярність у Японії, де Змієносець відомий як Хебіцукай-за (яп. 蛇 遣 座 (へ び つ か い ざ), «Змієносець»).
У сидеричній та тропічній астрології (включаючи астрологію сонячних знаків) використовується зодіак з 12 знаками, заснований на поділі екліптики на 12 рівних частин, а не на межі сузір'я МАС. Тобто, астрологічні знаки не відповідають сузір'ям, які є їхніми тезками, особливо не у випадку з тропічною системою, де поділи зафіксовані відносно рівнодення, рухаючись відносно сузір'їв.

## Історія
Змієносець та деякі нерухомі зірки в ньому іноді використовувались деякими астрологами в античності в якості позазодіакальних показників (тобто астрологічно значущих небесних явищ, що лежать за межами власне зодіаку 12 знаків). Сузір'я описано в астрологічній поемі Марка Манілія як те, що звивається петлями: «Але, зігнувши пружну шию, змія озирається назад і повертається назад; а руки іншого ковзають по розслаблених котушках. Боротьба триватиме вічно, оскільки вони ведуть це на рівних умовах з рівними повноваженнями». Пізніше у своєму вірші він описує астрологічний вплив Змієносця, коли сузір'я перебуває у фазі зростання, як таке, що пропонує спорідненість зі зміями та захист від отрут, кажучи, що «він робить форми змій нешкідливими для тих, хто народився під ним. Він прийме змій у складки своїх плавних халатів, обміняється поцілунками з цими отруйними чудовиськами і не зазнає шкоди». Пізніше астролог IV століття, відомий як Анонім 379 р., пов'язав «яскраву зірку Змієносця», Рас Альхаге (α Змієносець), з лікарями, цілителями чи лікарями (грец. ἰατρῶν), що могло бути через зв'язок між отрутами та ліками.
Виходячи з меж сузір'я IAU 1930 року, принаймні з 1970-х років публікуються припущення, що «насправді існує 13 астрологічних знаків», оскільки «Сонце перебуває в знаку Змієносця» між 30 листопада і 18 грудня.
У 1970 році Стівен Шмідт у своїй астрології виступав за зодіак з 14 знаками, вводячи Змієносця (6 грудня по 31 грудня) і Кита (12 травня по 6 червня) як нові знаки. В рамках сидеричної астрології XX століття ідею взяв на озброєння Вальтер Берг у формі своєї книги «13 знаків зодіаку» (1995).
У січні 2011 р. Заява Парке Кункла з товариства планетарію Міннесоти, що повторює ідею «13-го знака зодіаку Змієносець», зробила кілька заголовків у популярній пресі.

## Символ
Змієносець — це велика літера U з хвилястою лінією, що йде поперек неї. Цей символ фактично являє собою велике сузір'я на небесному екваторі. Вважається, що це зображення людини, яка схопила змію.
У Юнікоді символ Змієносця ⛎ розміщений під десятковим номером 9934 або шістнадцятковим номером 26CE і може бути введений в HTML-код як ⛎.

## Дати
Якщо враховувати присутність Змієносця в зодіаку, то дати інших знаків змінюються таким чином:
| Назва      | Символ      | Зодіак                      | Зодіак     | Сузір'я                     | Сузір'я    |
| Назва      | Символ      | Тропічний зодіак            | Тривалість | Період                      | Тривалість |
| ---------- | ----------- | --------------------------- | ---------- | --------------------------- | ---------- |
| Овен       | Aries       | 18 квітня — 13 травня       | 31         | 19 квітня — 14 травня       | 25,5       |
| Телець     | Taurus      | 13 травня — 21 червня       | 30         | 15 травня — 21 червня       | 38,2       |
| Близнюки   | Gemini      | 21 червня — 20 липня        | 31         | 21 червня — 20 липня        | 29,3       |
| Рак        | Cancer      | 20 липня — 10 серпня        | 31         | 21 липня — 10 серпня        | 21,1       |
| Лев        | Leo         | 10 серпня –16 вересня       | 32         | 11 серпня — 16 вересня      | 36,9       |
| Діва       | Virgo       | 16 вересня — 30 жовтня      | 31         | 17 вересня — 30 жовтня      | 44,5       |
| Терези     | Libra       | 30 жовтня — 23 листопада    | 30         | 31 жовтня — 21 листопада    | 21,1       |
| Скорпіон   | Scorpio     | 23 листопада — 29 листопада | 30         | 21 листопада — 30 листопада | 8,4        |
| Змієносець |             | 29 листопад — 17 грудня     | 0          | 29 листопада — 17 грудня    | 18,4       |
| Стрілець   | Sagittarius | 17 грудня — 20 січня        | 30         | 18 грудня — 21 січня        | 33,6       |
| Козоріг    | Capricornus | 20 січня — 16 лютого        | 29         | 21 січня — 17 лютого        | 27,4       |
| Водолій    | Aquarius    | 16 лютого — 11 березня      | 30         | 17 лютого — 12 березня      | 23,9       |
| Риби       | Pisces      | 11 березня — 18 квітня      | 30 (31)    | 12 березня — 19 квітня      | 37,7       |

## Міфологія
Міфологічно сузір'я Змієносця з'явилося на небі на честь старогрецького бога медицини і лікування Ескулапа. За переказами, мати Ескулапа Меніппа полюбила бога Сонця Аполлона. Але Меніппа не залишилася вірною йому, вона, будучи вагітною, полюбила простого смертного. За зраду Аполлон вразив її блискавкою, а дитину, яку він встиг врятувати, кинув напризволяще. Місцевий пастух Арестан випадково виявив дитя і дав йому притулок. Подорослішавши, Ескулап пішов на навчання до мудрого кентавра Хірона, який навчив його користуватися цілющими травами, спілкуватися зі всезнаючими зміями, лікувати. Одного разу на острові Хіос Ескулап був покликаний воскресити легендарного мисливця Оріона, якого смертельно ужалив у п'яту скорпіон. Тут стривожився володар підземного царства Аїд, що Ескулап забирає в нього тіні померлих, і поскаржився Зевсові. Зевс блискавкою вбив Ескулапа, а потім перетворив Оріона, Скорпіона і Змієносця (Ескулапа) у сузір'я.